# Anali (Tacit)
Anali (lat. Annales) starorimskog povjesničara Tacita su djelo koje obuhvaća vladavinu četvero rimskih careva koji su vladali nakon smrti cara Augusta. Očuvani dijelovi Anali opširno pokrivaju većinu vladavine cara Tiberija i Nerona, a malim dijelom se dotiče Kaligulina i Klaudijeva carevanja. Tacit najvjerojatnije nije bio taj koji je dao naslov "Anali", nego se izvodi iz činjenice da je Tacit tretirao povijest u obliku godine za godinom, analitično. Izvorni naslov je najvjerojatnije Ab excessu divi Augusti, "Nakon smrti božanskog Augusta".  
Sačuvano je približno pola djela.